# LMP
LMP (англ. Link Manager Protocol) — протокол управления соединениями, отвечающий за установление подключений между устройствами Bluetooth. Сюда же относятся вопросы безопасности, такие как аутентификация и шифрования, связанные генерированием ключей шифрования и подключения, а также с обменом ключами и их проверкой. LMP имеет более высокий приоритет, чем остальные протоколы (например, L2CAP), поэтому, если канал занят чем-либо другим, то при необходимости передать LMP-сообщение он немедленно освобождается.